# Ngày đồng bộ
Ngày đồng bộ là khoảng thời gian để một hành tinh quay một lần so với ngôi sao mà nó đang quay quanh (phần chính của nó). Đối với Trái Đất, ngày đồng bộ được gọi là thời gian mặt trời và chiều dài trung bình của nó là 24 giờ và 2,5 ms.
Ngày đồng bộ được phân biệt với ngày thiên văn, là một vòng quay hoàn chỉnh liên quan đến các ngôi sao xa xôi. Một ngày đồng bộ là từ "lúc mặt trời mọc đến mặt trời mọc", trong khi một ngày thiên văn là từ sự nổi lên của một ngôi sao tham chiếu nhất định cho ngày tiếp theo. (Do đó, ngày từ biểu thị vị trí của nó so với ngôi sao "chính" mà người quan sát đang quay quanh). Hai đại lượng này không bằng nhau vì cuộc cách mạng của cơ thể xung quanh ngôi sao mẹ của nó sẽ khiến một "ngày" trôi qua, ngay cả khi cơ thể không tự xoay.
Khi nhìn từ Trái Đất trong năm, Mặt trời dường như trôi chậm dọc theo một đường đồng phẳng tưởng tượng với quỹ đạo Trái Đất, được gọi là nhật thực, trên thiên cầu của những ngôi sao dường như cố định. Mỗi ngày đồng bộ, chuyển động dần dần này ít hơn 1° về phía đông (360°/năm hoặc 365,25 ngày/năm), theo cách gọi là chuyển động thuận và nghịch.
Một số quỹ đạo tàu vũ trụ, quỹ đạo đồng bộ mặt trời, có chu kỳ quỹ đạo là một phần của một ngày đồng bộ. Kết hợp với một suy đoán tiếp điểm, điều này cho phép chúng luôn đi qua một vị trí trên bề mặt Trái Đất vào cùng thời gian mặt trời.
Ngày đồng bộ không phải là hằng số và thay đổi độ dài một chút trong suốt năm do độ lệch tâm của quỹ đạo Trái Đất quanh Mặt trời. Sự thay đổi này chiếm một số khác biệt giữa thời gian mặt trời trung bình và biểu kiến trong phương trình thời gian. Bằng chứng cho chuyển động này có thể được nhìn thấy trong analemma của Trái Đất.